# Un lever de ténèbres
Un lever de ténèbres (titre original : The Shadow Rising) est le quatrième volume de la série La Roue du temps de l'écrivain américain Robert Jordan.
La version originale américaine a été publiée le 15 septembre 1992 par Tor Books aux États-Unis puis en décembre 1992 par Orbit au Royaume-Uni.
Dans la première traduction française, le livre a été séparé en deux tomes :
1. La Montée des orages, qui contient le prologue et les 30 premiers chapitres ;
2. Tourmentes, qui comporte les chapitres 31 à 56.

Les deux tomes sont sortis en 2000 aux éditions Rivages dans la collection Fantasy puis repris en poche en 2002 par les éditions Pocket dans la collection Science-fiction en joignant à chacune des deux parties le sous-titre commun Le Crépuscule du monde.
En 2012, les éditions Bragelonne rééditent le livre en français en un seul tome titré Un Lever de ténèbres, avec une nouvelle traduction de Jean-Claude Mallé.
En 2019, les éditions Bragelonne rééditent le livre en deux tomes de poche Un Lever de ténèbres - Première partie et Un Lever de ténèbres - Deuxième partie. Toujours traduit par Jean-Claude Mallé, et illustré par Didier Graffet.

## Résumé
Rand Al'Thor a conquis la Pierre de Tear en s’emparant de l'épée Callandor, il se dévoile donc aux yeux de tous comme étant le Dragon Réincarné. Il a désormais un plan pour accomplir sa destinée.
Nynaeve et Elayne sont toujours à la poursuite des Aes Sedai de l'Ajah Noir tandis que Egwenne va suivre une formation pour maîtriser son don de Rêveuse.
Pendant ce temps, des rumeurs inquiétantes parviennent à Tear concernant le territoire de Deux-Rivières.. Comment vont réagir Mat et Perrin face à ces rumeurs ?

### De Tear jusqu'au désert des Aiels
Rand utilise une pierre-portail pour transporter Mat, Egwene, Moiraine et les Aiels de Tear au Déserts des Aiel, et ils sont accueillis par les clans Taardad et Shaido.
Moiraine, Aviendha, Mat et Rand entrent dans Rhuidean, la légendaire cité interdite, où chacun entre dans un ter'angreal.
À l'intérieur de son ter'angreal, Rand revit des parties de la vie de ses ancêtres paternels (avant et après la Dislocation) et découvre que les Aiels étaient autrefois des pacifistes respectant le paradigme de la Feuille, et étaient au service des Aes Sedai. L'adhésion au pacifisme perdure encore chez les Zingaris tandis que d'autres, connus sous le nom de Jenn Aiel, transportèrent une grande collection d'angreal, de sa'angreal et de ter'angreal à Rhuidean. Rand émerge du ter'angreal avec des marques de dragon sur les deux bras, preuve qu'il est le Car'a'carn, le « Chef des Chefs » des Aiels.
Mat entre dans son ter'angreal pour chercher plus de réponses auprès des Aelfinn, aux têtes de serpent, qu'il avait déjà rencontré une première fois, mais au lieu de cela, il rencontre les Eelfinn, aux têtes de renard, avec lesquels il négocie des cadeaux plutôt que de répondre aux questions. Mat leur demande par ignorance plusieurs cadeaux : il souhaite reboucher ses trous de mémoire, mais obtient des souvenirs de ses propres ancêtres et la maîtrise de l'ancienne langue, une immunité aux Aes Sedai et recoit un médaillon ter'angreal qui protège contre le Pouvoir Unique, et enfin un moyen de sortir de là où il est, mais reçoit une lance appelée Ashandarei. Ensuite, Rand le retrouve pendu à l'Arbre de Vie, ceci était le prix à payer pour les offrandes qu'il a reçues. Après la réanimation par Rand, Mat enfile un foulard noir pour cacher les cicatrices autour de son cou.
Moiraine visite le ter'angreal à trois cerceaux utilisé par les Matriarches, acquérant une connaissance limitée de l'avenir.
Les Matriarches chargent Aviendha d'enseigner à Rand les coutumes des Aiels pendant leur trajet à travers le désert des Aiels. Ils sont accueillis en route par une caravane de marchands, composée sans qu'ils le sachent, de suppôts des ténèbres et de rejetés. Après leur arrivée à Al'cair Dal, Rand al'Thor et Couladin des Aiels Shaido prétendent être chacun le Caracan, « Celui qui vient avec l'aube ». Pour valider son affirmation, Rand révèle l'histoire secrète des Aiels pendant l'Âge des Légendes, mais cela suscite un tollé parmi les Aiels. Rand empêche une émeute en invoquant une tempête de pluie, un événement qui ne s'était jamais produit dans le Désert des Aiels. Le rejeté Asmodean utilisait les Aiels comme couverture pour rechercher les clés d'accès aux Choedan Kal (les sa'angreal le plus puissant jamais créé).
Rand poursuit Asmodean jusqu'à Rhuidean où tous deux saisissent simultanément la clé d'accès. La soudaine montée en puissance permet à Rand de rompre le lien d'Asmodean avec le Ténébreux (ce qui marque Asmodean comme un traître envers le reste des Rejetés). Asmodean cède à contrecœur pour apprendre à Rand comment canaliser le Pouvoir Unique après que Lanfear ait entravé l'accès d'Asmodean à celui-ci. Rand retourne à Al'cair Dal pour trouver la plupart des Aiels le reconnaissant comme le Car'a'carn.

### À Deux-Rivières
Une fois arrivé à Tear et après avoir retrouvé tout le monde, Perrin décide de rentrer à Deux-Rivières afin de vérifier si les mauvaises rumeurs sont fondées. Loial et Faile l'accompagnent ainsi que trois Aiels. Pour rentrer rapidement, ils passent par "les chemins", les passages sombres d'une autre dimension qui leur permettent de rejoindre Deux-Rivière en quelques jours.
Sur place, la situation n'est pas bien engagée. Des trollocs attaquent des fermes isolées et les capes blanches sont également dans la région avec un campement non loin de là. Perrin apprend que sa famille a été massacrée. Il retrouve le père de Mat et le père de Rand avec qui il libère la famille de Mat enfermée dans le campement des capes blanches. Perrin devient un vrai meneur d'hommes et organise la défense du village contre les hordes de trollocs.

### À Tanchico
Nynaeve et Elayne, ainsi que Thom Merrilin et Juilin Sandar, sont emmenés à Tanchico par le Peuple des Mers qui révèlent leurs propres prophéties sur Rand, étant le Coramoor.
Ils rencontrent le contrebandier Bayle Domon et la femme seanchanienne Egeanin. Au cours de leur mission visant à trouver les membres de l'Ajah noire, ils rencontrent également Moghedien, l'un des Rejeté. Ils découvrent que l'objectif de l'ennemi est un a'dam mâle, détenu dans la collection privée de la Panarch Amathera, souveraine du Tarabon par alliance avec le roi Andric. Nynaeve et Elayne sauvent Amathera de l'Ajah noire et prennent l'a'dam et un sceau sur la prison du Ténébreux depuis son palais.
Moghedien attaque et affronte personnellement Nynaeve, constatant qu'ils sont à peu près égaux en puissance. Nynaeve bat Moghedien, mais l'Ajah noire provoque une distraction avec un ter'angreal créateur de torrent de feu, laissant Moghedien s'échapper. Finalement, ils envoient Domon et Egeanin détruire l'a'dam, qu'ils envisagent d'utiliser pour contrôler Rand.

### Tar Valon
Min continue de se présenter régulièrement à Siuan Seanche, la Chaire d'Amyrlin et tente d'éviter les soupçons en prenant l'apparence d'Elmindreda, une femme étourdie et vide. Elle se retrouve prise dans un coup d'État au cours duquel Elaida et ses partisans déposent Siuan et Leane Sharif, sa gardienne des Chroniques, pour avoir secrètement aidé Rand.
Siuan et Leane sont tous deux « calmés », leur capacité à canaliser le Pouvoir Unique supprimée, et Elaida devient la nouvelle Chaire d'Amyrlin.
Min libère Siuan et Leane, et Gawyn Trakand les aident à s'échapper. Gawyn a rejoint le coup d'État aux côtés d'Elaida et a tué plusieurs partisans de Siuan, mais Min le convainc de fermer les yeux sur leur évasion comme une faveur personnelle pour elle. Logain Ablar, l'ancien faux dragon qui a été lui aussi calmé, rejoint leur évasion de Tar Valon.